# (2535) Hämeenlinna
(2535) Hämeenlinna – planetoida z pasa głównego asteroid okrążająca Słońce w ciągu 3 lat i 130 dni w średniej odległości 2,24 j.a. Została odkryta 17 lutego 1939 roku w Obserwatorium Iso-Heikkilä w Turku przez Yrjö Väisälä. Nazwa planetoidy pochodzi od Hämeenlinny, jednego z najstarszych fińskich miast. Przed nadaniem nazwy planetoida nosiła oznaczenie tymczasowe (2535) 1939 DH.